# Cepillo de dientes

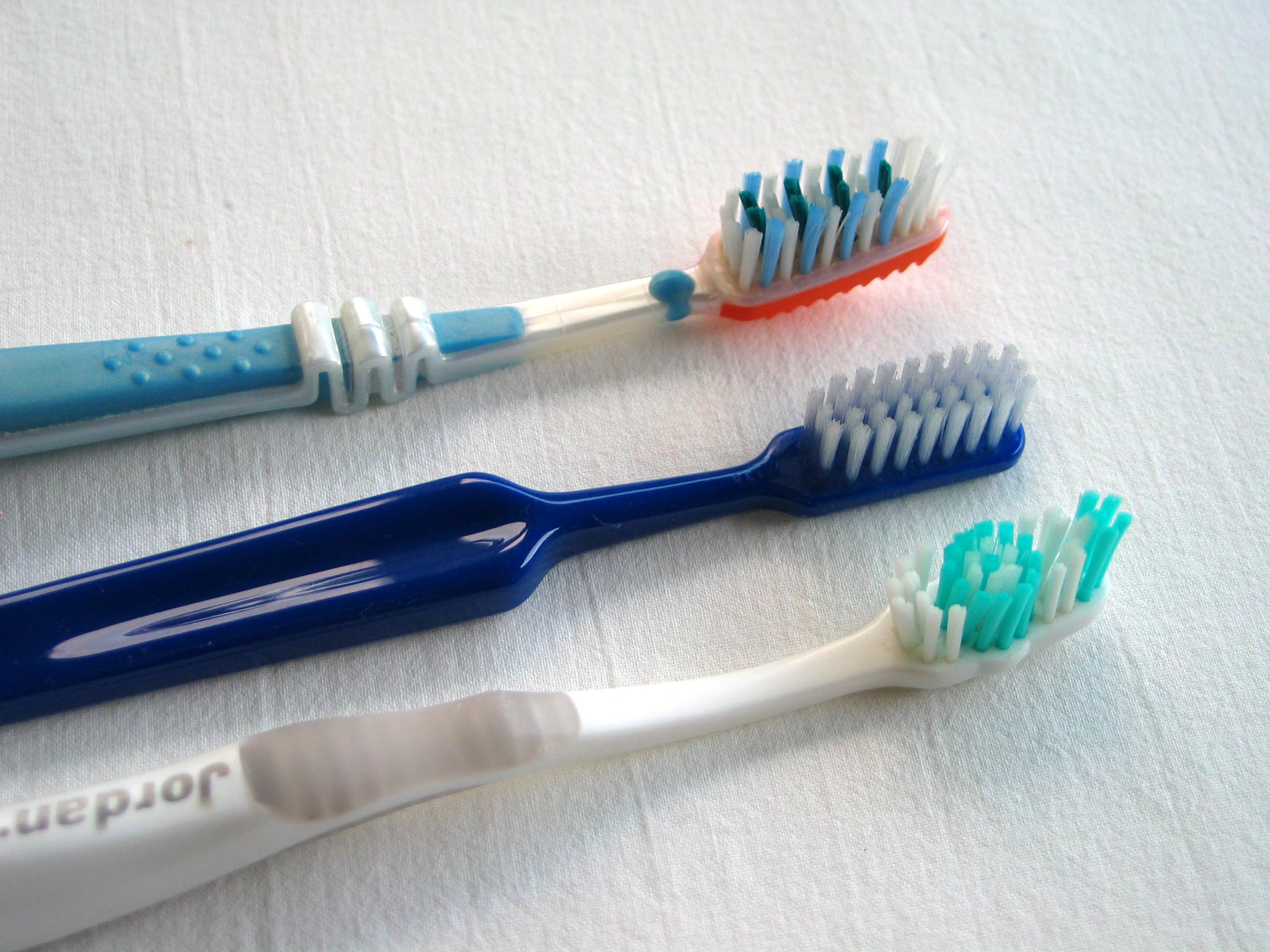
Cepillos de dientes

El cepillo de dientes o cepillo dental es un instrumento de higiene oral, utilizado para limpiar dientes y encías. Consiste en un cuerpo o mango aproximadamente recto en uno de cuyos extremos (o cabeza del cepillo) se encuentra un denso conjunto de cerdas perpendiculares al cuerpo que facilita la limpieza de áreas de la boca difíciles de alcanzar. Suele utilizarse en combinación con pasta de dientes o dentífrico, que típicamente contiene flúor para aumentar la eficacia del cepillado.
Se encuentran disponibles en el mercado en diferentes tamaños, formas y texturas de cerdas y se suelen comercializar en versiones suaves, medias o duras en función de su dureza, si bien no existe norma en vigor que establezca los umbrales de dureza para diferenciar dichas menciones. La mayoría de los cepillos dentales son fabricados con cuerpos de plástico y cerdas de fibras sintéticas.

## Historia
Antes de la invención, había sido utilizada una gran variedad de formas de mantener una higiene dental. Estas técnicas antiguas se han podido verificar por las diferentes excavaciones que se han realizado en distintos lugares del mundo y por encontrar ciertos utensilios que antes se usaban. Los objetos que se pudieron recuperar fueron los palos de mascar, ramas de árboles, huesos de animales y espinas de puercoespín.  
Los primeros registros que hay sobre la higiene dental datan de alrededor del año 3000 a. C. En las tumbas egipcias se han hallado ramitas en forma de lápiz, las cuales tenían en uno de los extremos un tacto blando y fibroso para poder llevar a cabo una limpieza dental. A estos primeros utensilios rudimentarios que servían para el cuidado dental se les denominó "palos o varas para masticar", y se fabricaban a partir de ramitas de los árboles, machacando unos de sus extremos hasta ablandarlos. Los extremos de estas varitas se moldeaban en forma de filamentos para que fueran aptos para las encías, teniendo más o menos la forma del palillo de dientes. En la actualidad, algunas tribus nativas de África y Australia todavía usan estas herramientas para su cuidado dental.
Otro ejemplo que hay sobre un utensilio anterior al cepillo de dientes y que todavía se usa hasta nuestros días para poder obtener una buena limpieza dental es el miswak por parte del mundo islámico. El miswak se obtiene de una planta llamada Arak, que también es conocida como el "árbol del cepillo dental". Se la utiliza masticándola hasta deshilacharla, y a partir de ahí se obtienen grandes penachos que contienen flúor.
Sin embargo, la creación y primera aparición del cepillo de dientes, se le atribuye a los chinos hacia el año 1500, en el siglo XV. Aunque se piensa que el cepillo de dientes puede ya haber estado desde antes del año 1498, pues en Japón ya andaba circulando dicho artefacto para el cuidado de los dientes. Un maestro zen japonés llamado Dōgen, al viajar a China, "vio a algunos monjes limpiar sus dientes con cepillos hechos de cerdas de caballo cosidos a mangos de hueso de buey". La manera en la que se fabricaban estos cepillos era extrayendo manualmente las cerdas de los cuellos del jabalí de los climas fríos de Siberia y China, ya que al vivir estos animales en bajas temperaturas su pelaje se volvía duro y crecía con mayor consistencia. Al extraer las cerdas de los cuellos del jabalí, se cosían a mangos hechos de huesos o de bambú. Tiempo después se empezaron a crear otros cepillos dentales, utilizando pelajes de animales diferentes como el del cerdo, del caballo y de tejón y al mismo tiempo, se utilizaban también diferentes mangos hechos de marfil y de madera.
Más tarde, en el año 1600, es introducido el cepillo de dientes a Europa, por parte de los mercaderes ingleses que viajaron a China, más o menos cuando ya estaba acabando el Renacimiento. Sin embargo, en aquellos tiempos los europeos no recibieron con muy buen agrado este utensilio, porque consideraban que las cerdas que se empleaban eran de una dureza excesiva, que al momento de cepillar los dientes, les causaba irritación y les causaban molestias en las encías. Por otra parte, al llegar el cepillo de dientes a Europa, no se usaba con tanta frecuencia debido a que no todos estaban acostumbrados a una buena limpieza dental y preferían usar otros métodos para la limpieza de los dientes que ya existían antes de la aparición de este utensilio en Europa, como el caso de los palillos hechos con plumas de gansos o de metal como oro o plata. Una vez introducido el cepillo de dientes a Europa, este no llegó a tener muchas modificaciones después, sino que solo se cambiaban las cerdas de jabalí por crines de caballo para obtener mejores resultados. Además de que este utensilio no podía ser accesible para todos, pues solo era para reyes y personas de la élite por su elevado coste, como ocurría en la corte francesa en Versalles, debido a que muchos de los cepillos estaban hechos con mangos de marfil y las cerdas estaban elaboradas con crines de caballo.
A pesar de la introducción del cepillo de dientes de los chinos en Europa y con la gran fabricación masiva que llegó a tener, como fue el caso de los cepillos de Williams Addis, este no llegó a tener buena reputación, debido a que en 1723 se descubrió que el uso de las crines de caballo podía generar enfermedades bucales por ciertas bacterias. Este descubrimiento lo hizo Pierre Fauchard, que además propuso una técnica para el cuidado de los dientes que es: "la frotación diaria de los dientes con esponjas naturales". Tiempo después, en el siglo XIX, al igual que Fauchard, Pasteur dio a conocer una teoría de los gérmenes que tuvieron que comprobar los odontólogos, ya que como los cepillos estaban hechos con pelos de animales, se generaban bacterias y algunos hongos por quedarse húmedos después de usarse. Para evitar esto, se recomendó esterilizar el cepillo poniéndolo a hervir en agua caliente. Pero a pesar de tomar dicha medida, la cerdas se ablandan y con el uso se van desprendiendo.
Pero no fue hasta el siglo XX, por el año de 1930, que apareciera la invención del nailon por parte de Wallace H. Carothers, que muy pronto sustituiría a las cerdas de animales por este novedoso invento. Ya que el nailon, a diferencia de las cerdas de animales que normalmente se empleaban, es más resistente, flexible y da un mejor cepillado, evitando la contaminación por bacterias y haciendo que el cepillo se seque más rápido. Así mismo, las cerdas de nailon se quedan mejor adheridas al mango del cepillo, evitando desprendimientos al momento de usarlo. Fue entonces cuando en 1938 apareció el primer cepillo de dientes parecido al de nuestros días, bajo el nombre de "cepillo milagro", el cual proporcionaba una buena higiene. A pesar de ser popular y mejorado este tenía el problema de que sus cerdas eran duras al contacto y que incluso llegaron a lastimar un poco las encías por lo cual los dentistas no lo recomendaron mucho.
Aunque no fue perfecto del todo este nuevo cepillo de dientes, con el tiempo se perfeccionaron las cerdas de nailon para que se adecuarán a las necesidades de la sociedad. Fue entonces cuando en 1950 apareció el cepillo dental "Park Avenue" de Dupont, que mejoró las cerdas haciéndolas más suaves, facilitando la limpieza de los dientes sin molestias, y haciéndolo más barato y accesible.

## Tipos de cepillo dental

### Cepillo dental eléctrico
Un cepillo dental eléctrico realiza oscilaciones o rotaciones de sus cerdas, impulsados por un motor. Aunque la mayoría de los estudios informan de una actuación médica igual a la de los cepillos manuales, un cepillo eléctrico puede ser más cómodo, y la adición de un temporizador y sensores de presión puede fomentar un proceso de limpieza correcta.
Los cepillos dentales eléctricos se pueden clasificar de acuerdo a la velocidad de sus movimientos como cepillos eléctricos ordinarios, sónicos o ultrasónicos. Si el movimiento del cepillo de dientes es suficientemente rápido para producir un zumbido en el espectro audible (20 a 20.000 Hz), lo puede ser clasificado como un cepillo de dientes sónico. Cualquier cepillo de dientes eléctrico con movimiento más rápido que este límite puede ser clasificado como un cepillo de dientes ultrasónico. Algunos cepillos de dientes ultrasónicos, tales como el Megasonex y el Ultreo, proporcionan ambos vibraciones sónicas y ultrasonidos.

### Cepillo interdental o unipenacho

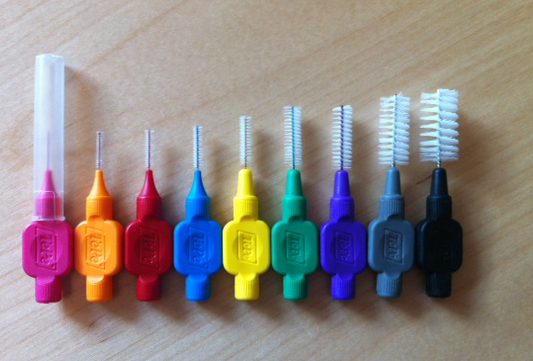
Cepillos interdentales de TePe, codificado por colores según ISO 16409

Un cepillo interdental o interproximal es un cepillo pequeño, normalmente desechable, que se suministra ya sea con un mango de plástico reutilizable angulado o con un mango integrado, que se utiliza para limpiar entre los dientes, así como entre el alambre de los aparatos dentales y los dientes. 
Este tipo de cepillo de dientes contiene una pequeña cabeza redonda con mechones de cerdas de nailon suaves apretados, recortados de manera que las cerdas en el centro pueden llegar más profundamente en los espacios pequeños. El mango del cepillo está diseñado ergonómicamente para un agarre firme, dando el control y la precisión necesaria para limpiar donde la mayoría de otros productos de limpieza no pueden alcanzar. Estas áreas incluyen los posteriores de las muelas del juicio (terceros molares), estructuras de ortodoncia (frenos), los dientes apiñados, y superficies de los dientes que están al lado de dientes perdidos. También se puede utilizar para limpiar
áreas alrededor de los implantes, puentes, dentaduras postizas y otros aparatos.

Hay evidencia de que, después de cepillarse los dientes con un cepillo de dientes convencional, los cepillos interdentales eliminan más placa que el hilo dental.

Los cepillos de dientes están disponibles en una variedad de anchos, clasificado de 1 a 7, codificado por colores según la norma ISO 16409. Los cepillos interdentales se clasifican según la norma ISO 16409:2006. El tamaño del cepillo de la norma ISO se determina por el diámetro del orificio de paso (PHD) en mm. El PHD es el diámetro mínimo de un orificio que el cepillo interdental puede atravesar sin deformar el tallo de alambre del cepillo. 

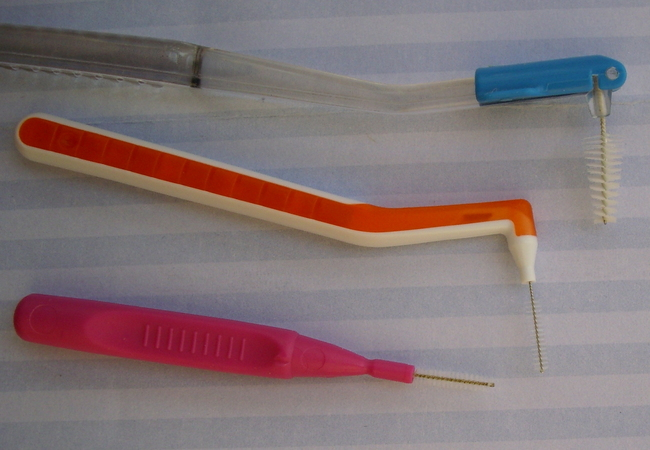
Conjunto de cepillos interdentales

| Color del cepillo (codificado según la norma ISO 16409) | Tamaño del cepillo | Tamaño del cable | Diámetro del orficio de paso (PHD) |
| ------------------------------------------------------- | ------------------ | ---------------- | ---------------------------------- |
| Rosa                                                    | 0                  | 0.4 mm           |                                    |
| Anaranjado                                              | 1                  | 0.45 mm          | <=0.8mm                            |
| Rojo                                                    | 2                  | 0.5 mm           | 0.9-1.0 mm                         |
| Azul                                                    | 3                  | 0.6 mm           | 1.1-1.2 mm                         |
| Amarillo                                                | 4                  | 0.7 mm           | 1.3-1.5 mm                         |
| Verde                                                   | 5                  | 0.8 mm           | 1.6-1.8 mm                         |
| Violeta                                                 | 6                  | 1.1 mm           | >1.9 mm                            |
| Gris                                                    | 7                  | 1.3 mm           |                                    |
| Negro                                                   | 7                  | 1.5 mm           |                                    |

### Sulcabrush
Un sulcabrush es un tipo de cepillo de dientes utilizado específicamente para la limpieza a lo largo de la línea de la encía junto a los dientes. Las cerdas están formadas por lo general en un patrón de flecha con punta para permitir una adaptación más cerca de las encías. Un sulcabrush es ideal para la limpieza de ciertas zonas de difícil acceso, como por ejemplo entre las coronas, puentes y dientes apiñados. También se puede usar alrededor de aparatos de ortodoncia fijos.

### Cepillo unipenacho
Este tipo de cepillo de dientes contiene una pequeña cabeza redonda con mechones de cerdas de nailon suaves apretados, recortados de manera que las cerdas en el centro pueden llegar más profundamente en los espacios pequeños. El mango del cepillo está diseñado ergonómicamente para un agarre firme, dando el control y la precisión necesaria para limpiar donde la mayoría de otros productos de limpieza no pueden alcanzar. Estas áreas incluyen los posteriores de las muelas del juicio (terceros molares), estructuras de ortodoncia (frenos), los dientes apiñados, y superficies de los dientes que están al lado de dientes perdidos. También se puede utilizar para limpiar
áreas alrededor de los implantes, puentes, dentaduras postizas y otros aparatos.

### Cepillo de dientes masticable

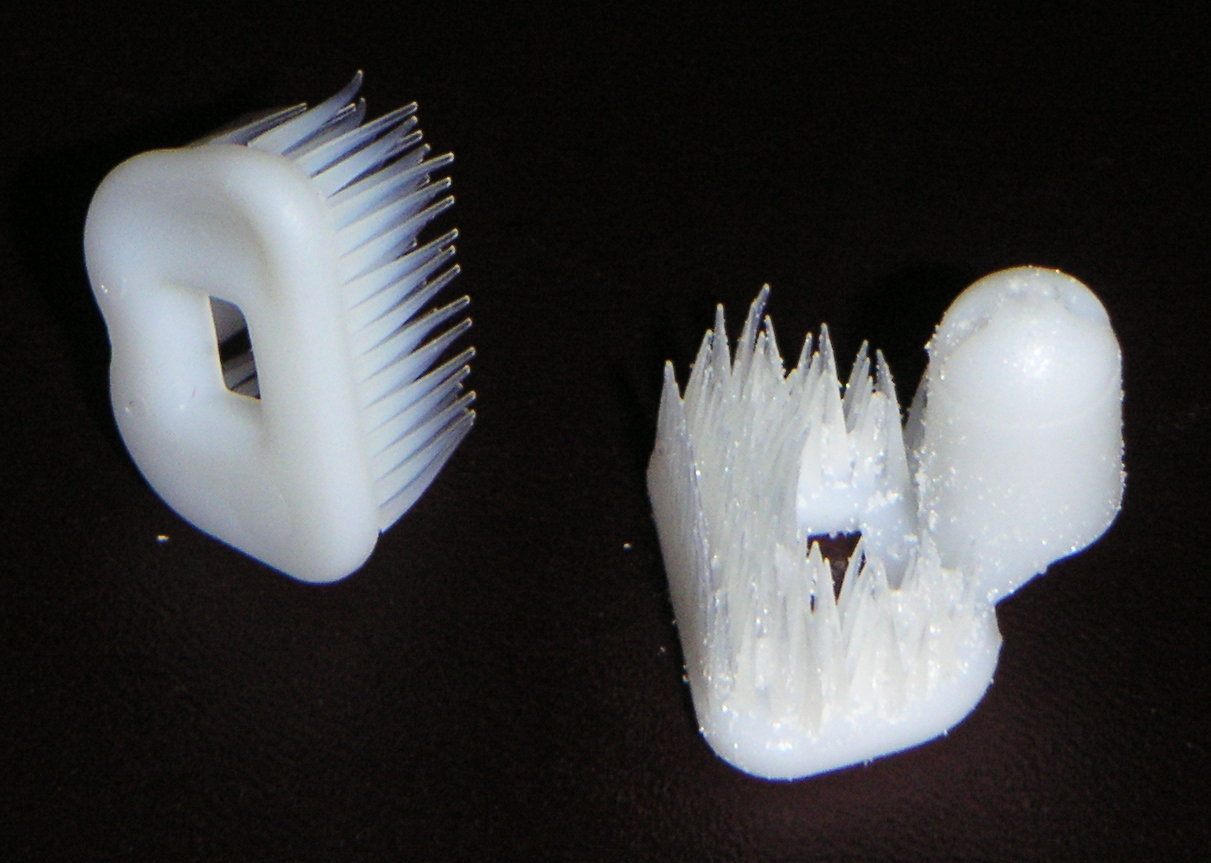
Cepillos de dientes masticables

Un cepillo de dientes masticable es un cepillo de dientes en miniatura moldeado de plástico que puede ser colocado dentro de la boca. Aunque no son de uso común, son útiles para los viajeros y son a veces disponibles en las máquinas expendedoras en los baños. Están disponibles en diferentes sabores como la menta o el chicle globo y deben desecharse después del uso. Otros tipos de cepillos de dientes desechables incluyen aquellas que contienen una pequeña bola de plástico rompible de pasta de dientes sobre las cerdas, que pueden ser utilizados sin agua.

### Cepillo de dientes ecológico
Tradicionalmente, los cepillos de dientes se hacen del plástico. Tales cepillos constituyen una pequeña fuente de contaminación. Con el fin de reducir el impacto medioambiental, algunos fabricantes han optado por el uso de materiales biodegradables y / o un diseño con un mango reutilizable y cabezales reemplazables.

### Tipos de cepillo de dientes según la dureza
Las cerdas de los cepillos tienen diferentes durezas la cual tienes que elegir la que mejor se adapte a tus necesidades, tanto si se trata de cepillos manuales como si se trata de cepillos eléctricos.
- Duros: son los que tienen las cerdas más fuertes y rígidas. Se pueden usar en bocas sanas y bien cuidadas, puesto que tienen menor sensibilidad tanto en dientes como en encías. Con estos cepillos no es aconsejable ejercer mucha presión puesto que pueden dañar más fácilmente la boca y especialmente maltratar las encías.

- Medios: son los que utiliza la mayoría de las personas si tienen una buena salud bucal pero no tienen la boca suficientemente fuerte como para aguantar la presión de un cepillo con las cerdas duras.

- Suaves: son los más recomendables para la gente que tiene problemas en su salud bucal como gingivitis o enfermedades temporales que imposibilitan el uso de un cepillo medio y mucho menos uno duro.[19]

## Efectos adversos de los cepillos de dientes
Los dientes pueden ser dañados por varios factores que incluyen la falta de higiene bucal, sino también por la higiene bucal incorrecta. Especialmente para dientes sensibles, el daño a la dentina y las encías se puede prevenir mediante varias medidas, incluyendo una técnica de cepillado correcta.
Es beneficioso cepillarse los dientes sin rascar horizontalmente sobre los dientes cerca de la línea de las encías, asegurándose de no presionar el cepillo sobre los dientes con demasiada agresividad, evitar la elección de una pasta de dientes que es demasiada abrasiva, y mantener un tiempo de espera de 30 minutos como mínimo antes de cepillarse los dientes después del consumo de alimentos o bebidas ácidas.
Cepillos de dientes más duros pueden reducir la placa de manera más eficiente, pero son más dañinas para los dientes y las encías (en especial para estas últimas pudiendo causar sangrado). El uso de un cepillo de dientes medio o suave para un tiempo de limpieza más largo, se encontró que era el mejor compromiso entre el resultado de la limpieza y de la salud de las encías y los dientes.
Un estudio realizado por el University College de Londres encontró que el asesoramiento sobre la técnica de cepillado y la frecuencia dada por 10 asociaciones dentales nacionales, fabricantes de pastas de dientes y cepillos de dientes y en los libros de texto dentales era inconsistente.

## Higiene
- No se recomienda compartir los cepillos de dientes con otras personas, ya que, además de las preocupaciones generales de higiene, existe un riesgo de transmisión de enfermedades que son típicamente transmisible por la sangre, como la hepatitis C[25] y el VIH.

- Después de usarlo, es recomendable enjuagarlo con agua, sacudirlo y dejar que se seque al aire.

- Si las cerdas del cepillo de dientes están dobladas y desgastadas pueden disminuir la eficacia del cepillado. Por tanto, se recomienda cambiar el cepillo de dientes por uno nuevo cuando las cerdas parezcan estar desgastadas (aproximadamente después de 6 a 16 semanas).